# 白枝黄耆
白枝黄耆（学名：Astragalus leucocladus）是豆科黄芪属的植物。分布于天山以及中国大陆的新疆等地，生长于海拔1,300米的地区，多生在山坡等地，目前尚未由人工引种栽培。